# 김영진 (e스포츠인)
김영진(1993년 6월 10일 ~ )은 대한민국의 프로게임단 지도자이다.

## 지도자 생활
2018년 6월, 버닝 코어의 코치로 부임했다.
2019년 6월, BBQ 올리버스의 코치로 부임했다. 2020 스프링 시즌 서라벌의 CK 우승에 기여했으나 승격에는 실패했다.
2020년 6월, 엘리먼트 미스틱의 코치로 부임했다.
2021시즌을 앞두고 리브 샌드박스의 아카데미팀 코치로 부임했다.
2023시즌을 앞두고 DRX의 코치로 부임했다. 이후 팀에서 퇴단했다.

## 수상 내역

### 지도자
- 리그 오브 레전드 챌린저스 코리아 스프링 2020 우승